# Houthulsti belga katonai temető
A houthulsti belga katonai temető (Houthulst Belgische Militaire Begraafplaats) egy első világháborús sírkert a névadó településen.
A hatágú csillag formájú temetőt a Houthulst-erdőben alakították ki. Többségében azok a belga katonák nyugszanak benne, akik az úgynevezett felszabadítási hadjáratban estek el 1918 októberében. Az 1723 belga katona mellett nyugszik 146 francia és 81 olasz. Az olaszok hadifoglyok voltak, akiket a németek a front mögötti munkákra használtak. Legtöbbjük valamilyen betegség vagy fertőzés miatt halt meg. Földi maradványaikat később szállították át a houthulsti katonai temetőben. 
2023 óta az első világháború temetői és emlékhelyei részeként a világörökséghez tartozik.